# Rothbury
Rothbury är en stad och civil parish och civil parish i Northumberland i England. Orten har 2 107 invånare (2011).